# Cantón Francisco de Orellana
El cantón Francisco de Orellana es una entidad territorial subnacional ecuatoriana, de la Provincia de Orellana. Su cabecera cantonal es la ciudad de Coca, lugar donde se agrupa gran parte de su población total.

## Límites
- Norte: Cantón Joya de los Sachas
- Sur: Provincia de Napo Provincia de Pastaza
- Este: Cantón Aguarico
- Oeste: Cantón Loreto

## Organización territorial
La ciudad de Coca y el cantón Orellana, al igual que las demás localidades ecuatorianas, se rigen por una municipalidad según lo estipulado en la Constitución Política Nacional. El Gobierno Municipal de Orellana es una entidad de gobierno seccional que administra el cantón de forma autónoma al gobierno central. La municipalidad está organizada por la separación de poderes de carácter ejecutivo representado por el alcalde, y otro de carácter legislativo conformado por los miembros del concejo cantonal. El Alcalde es la máxima autoridad administrativa y política del cantón Orellana. Es la cabeza del cabildo y representante del Municipio.
El cantón se divide en parroquias que pueden ser urbanas o rurales y son representadas por los Gobiernos Parroquiales ante la Alcaldía de Orellana.
Parroquia urbana
- Coca

Parroquias rurales
- Alejandro Labaka
- Armenia
- Dayuma
- El Dorado
- El Edén
- García Moreno
- Guayusa
- Inés Arango
- La Belleza
- Nuevo Paraíso
- Taracoa

## Himno del Cantón
¡Gloria a ti!  Majestad del Oriente
Salve altivo y egregio cantón
de la selva hasta el cielo elevamos
para ti este canto de fe,
de la selva hasta el cielo elevamos
para ti este himno de amor.
ESTROFAS 1
Entre verde espesor de la selva
levantaste tu estirpe guerrera
y elevaste con fe tu bandera
que en la patria la vemos flamear.
ESTROFA 2
De amazonas forjaste tu historia
de Orellana heredaste el valor
del colono trabajo y firmeza
del indígena su tradición.
ESTROFA 3
Tu guardián señorial es el Napo,Payamino y Coca tus ríos
desde el ande al Dorado tus bríos
soy la herencia de siglos de luz.
ESTROFA 4
Tienes sangre y riqueza en tu seno
tienes selva de encanto y belleza
más la propia indomable riqueza
son tus hijos que luchan por ti.